# Ian Butterworth
Ian Stewart Butterworth (Crewe, 25 gennaio 1964) è un allenatore di calcio ed ex calciatore inglese, di ruolo difensore.

## Caratteristiche tecniche
Era un difensore centrale.

## Carriera

### Giocatore

#### Club
Esordisce tra i professionisti nella stagione 1981-1982 all'età di 17 anni con il Coventry City, club della prima divisione inglese, con il quale trascorre quattro stagioni consecutive in questa categoria per un totale di 90 presenze in partite di campionato. Nell'estate del 1985 viene ceduto nell'ambito dello scambio che porta Stuart Pearce a fare il percorso inverso al Nottingham Forest, con cui nel corso della stagione 1985-1986 disputa ulteriori 27 partite in massima serie.
Nel settembre del 1986 viene ceduto in prestito per un mese al Norwich City, che successivamente lo acquista a titolo definitivo per 160000 sterline subito dopo la fine del prestito stesso: con i Canaries trascorre otto stagioni consecutive in prima divisione, le ultime due anche con il ruolo di capitano del club, ed è tra i protagonisti di uno dei periodi di maggior successo nella storia del club gialloverde, con cui oltre a segnare 4 reti in 235 partite in prima divisione contribuisce alla conquista di un terzo, di un quarto e di un quinto posto in classifica (di fatto i migliori piazzamenti mai ottenuti dal club fino a quel punto della sua storia), oltre a raggiungere due semifinali di FA Cup. Butterworth è inoltre tra i protagonisti della Coppa UEFA 1993-1994, in cui i Canaries vengono eliminati negli ottavi di finale dall'Inter dopo aver a loro volta eliminato gli olandesi del Vitesse e soprattutto i tedeschi del Bayern Monaco (ottenendo la prima vittoria di sempre di un club inglese in trasferta contro i bavaresi).
A causa di un grave infortunio ad un ginocchio Butterworth lascia poi il Norwich, ritirandosi però in modo definitivo nel 1998, ovvero quattro anni più tardi, dopo aver giocato in vari club (sia nelle serie minori inglesi che nella seconda divisione svedese, in quella statunitense ed in quella irlandese).

#### Nazionale
Tra il 1984 ed il 1986 ha totalizzato complessivamente 8 presenze ed un gol con la nazionale inglese Under-21.

### Allenatore
Dopo i due periodi da giocatore/allenatore a Brage e Cobh Ramblers, tra il 1998 ed il 2000 lavora come vice di David Hodgson al Darlington, club della quarta divisione inglese. Tra il 2000 ed il 2004 lavora invece come vice di vari allenatori al Cardiff City, che durante i suoi anni di permanenza in squadra sale progressivamente dalla quarta alla seconda divisione. Dopo un periodo come vice ai Bristol Rovers, nel 2006 diventa allenatore della formazione riserve dell'Hartlepool Utd, ruolo che mantiene fino al 2009, quando torna al Norwich City con il ruolo di vice allenatore alle dipendenze del suo ex compagno di squadra Bryan Gunn. Dopo l'esonero di quest'ultimo, rimane per alcuni giorni (dal 13 al 19 agosto 2009) come allenatore ad interim, guidando la squadra in due partite (un pareggio casalingo per 1-1 contro l'Exeter City ed una sconfitta per 2-1 sul campo del Brentford), lasciando poi il club quando Paul Lambert viene assunto come nuovo allenatore. Negli anni seguenti, ha lavorato come osservatore per la nazionale inglese Under-21, per il QPR e per il Burnley.